# J. J. Hoover
James Allen Hoover (né le 13 août 1987 à Pittsburgh, Pennsylvanie, États-Unis) est un lanceur droitier des Diamondbacks de l'Arizona de la Ligue majeure de baseball.

## Carrière
J. J. Hoover est un choix de dixième ronde des Braves d'Atlanta en 2008. Il fait ses débuts en ligues mineures dans l'organisation des Braves la même année et y évolue quatre ans. Le 1er avril 2012, les Braves échangent Hoover aux Reds de Cincinnati contre le joueur de troisième but Juan Francisco.
Hoover fait son entrée dans le baseball majeur avec Cincinnati le 25 avril 2012.
Après avoir maintenu une très bonne moyenne de points mérités de 2,05 en 30 manches et un tiers lancées pour les Reds en 2012, le releveur droitier connaît une excellente saison 2013 avec 67 retraits sur des prises et une moyenne de 2,86 en 69 matchs et 66 manches lancées. Il blanchit l'adversaire et n'accorde aucun coup sûr en 3 manches et un tiers lancées au total lors des séries éliminatoires de 2012 et 2013.
En 2014, sa moyenne de points mérités gonfle à 4,88 en 62 manches et deux tiers, malgré 75 retraits au bâton. Il ne remporte cette année-là qu'une seule victoire contre 10 défaites.
Même si son ratio de retraits sur des prises par 9 manches lancées passe de 10,8 en 2014 à seulement 7,3 en l'année suivante, Hoover connaît une bien meilleure saison 2015 alors qu'il ramène sa moyenne de points mérités à 2,94 en 64 manches et un tiers lancées, et remporte 8 victoires contre deux défaites.
À la suite de l'échange qui envoie le lanceur étoile Aroldis Chapman aux Yankees de New York, Hoover, qui compte 5 sauvetages dans les majeures après la saison 2015, est pressenti pour le remplacer comme stoppeur en 2016. Cependant, il sabote sa première chance de sauvetage, accorde 16 points mérités dans les 8 manches et un tiers suivante et perd non seulement le poste de stoppeur mais aussi sa place chez les Reds, qui le relèguent dans les mineures chez les Bats de Louisville.
Il rejoint les Diamondbacks de l'Arizona le 10 janvier 2017.